# مصفوفة معرفة موجبة
في الجبر الخطي، نقول عن المصفوفة {\displaystyle \,M} الحقيقية المتساوية الأبعاد {\displaystyle \,n\times n\,} بأنها معرّفة موجبة إذا كان الجداء
{\displaystyle \,z^{\mathrm {T} }Mz}
موجبا لأجل كل شعاع عمودي {\displaystyle \,z} غير صفري ذو {\displaystyle \,n} عدد حقيقي. هنا تشير {\displaystyle \,z^{\mathrm {T} }} إلى منقول الشعاع {\displaystyle \,z}

## أمثلة
- المصفوفة الواحدية

{\displaystyle I={\begin{bmatrix}1&0\\0&1\end{bmatrix}}}
هي مصفوفة معرفة موجبة حيث أنها مصفوفة حقيقية ومتناظرة ولأجل كل شعاع {\displaystyle \,z} غير صفري يحوي العنصرين {\displaystyle \,a,b} فإنه يكون
{\displaystyle z^{\mathrm {T} }Iz={\begin{bmatrix}a&b\end{bmatrix}}{\begin{bmatrix}1&0\\0&1\end{bmatrix}}{\begin{bmatrix}a\\b\end{bmatrix}}=a^{2}+b^{2}}
الناتج عبارة عن مجموع من المربعات وليس سالب
- المصفوفة المتناظرة الحقيقية التالية:

{\displaystyle M={\begin{bmatrix}2&-1&0\\-1&2&-1\\0&-1&2\end{bmatrix}}}
هي مصفوفة معرفة موجبة حيث أنه لأجل كل شعاع {\displaystyle \,z}غير صفري يحوي العنصرين {\displaystyle \,a,b} فإنه يكون
{\displaystyle {\begin{aligned}z^{\mathrm {T} }Mz=(z^{\mathrm {T} }M)z&={\begin{bmatrix}(2a-b)&(-a+2b-c)&(-b+2c)\end{bmatrix}}{\begin{bmatrix}a\\b\\c\end{bmatrix}}\\&=2{a}^{2}-2ab+2{b}^{2}-2bc+2{c}^{2}\\&={a}^{2}+(a-b)^{2}+(b-c)^{2}+{c}^{2}\end{aligned}}}
الناتج عبارة عن مجموع من المربعات وليس سالب
- المصفوفة الحقيقية التالية

{\displaystyle N={\begin{bmatrix}1&2\\2&1\end{bmatrix}}}
هي ليست معرفة موجبة. مثلا من أجل الشعاع {\displaystyle \,z} له الشكل
{\displaystyle {\begin{bmatrix}-1\\1\end{bmatrix}}}
فإنه
{\displaystyle z^{\mathrm {T} }Nz={\begin{bmatrix}-1&1\end{bmatrix}}{\begin{bmatrix}1&2\\2&1\end{bmatrix}}{\begin{bmatrix}-1\\1\end{bmatrix}}={\begin{bmatrix}-1&1\end{bmatrix}}{\begin{bmatrix}1\\-1\end{bmatrix}}=-2<0.}

## الخصائص
1. من أهم خواص المصفوفة المعرفة الموجبة هي أن كل القيم الذاتية لها هي قيم موجبة